# Форт-Сент-Джон
Форт-Сент-Джон (англ. Fort St. John) — город на северо-востоке Британской Колумбии, в округе Пис-Ривер (Канада). Площадь города — 22,74 км². Население города составляет примерно 22 000 человек (по оценкам на 2011 год). Один из самых крупных городов вдоль Аляскинской трассы. Имеет один аэропорт. Девиз города на данный момент — The Energetic City (рус. Энергичный город).
Форт-Сент-Джон основан 31 декабря 1947 года[уточнить] как село. Городской статус и официальное название получил в 1975 году.

## Демография

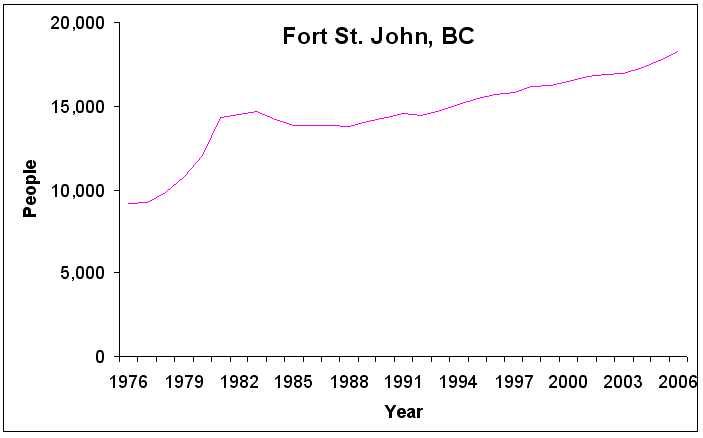
Рост населения Форт-Сент-Джона в 1976—2006 годах

Первая перепись населения Форт-Сент-Джона состоялась в 1951 году. По её данным, численность населения составляла 894 человека. В последующий период население стремительно росло, увеличиваясь примерно в два раза каждые пять лет в течение 15 лет, так что в 1966 году в городе проживало уже 6749 человек. Рост численности населения замедлился в 1970-х годах, и в период с 1971 по 1978 год население выросло лишь на 1551 человека (из 8264 до 9815). Однако в 1981 году численность населения достигла 14 337 человек — рост составил 4522 человек всего за 3 года. Однако с конца 1980-х годов рост населения стал увеличиваться примерно на два процента в год.
В 2001 году в Форт-Сент-Джоне по результатам переписи жило уже 16 034 человека, и среди них 4240 семей. Это было примерно на семь процентов больше, чем в 1996 году. Средний возраст составлял 29,6 лет, при том, что в Канаде он был на восемь лет больше, а в Британской Колумбии был равен 38,4 годам. Из тех, кто был старше 15 лет в 2001 году, 45 % состояли в браке, 94,3 % являлись людьми, родившиеся в Канаде (по сравнению с 88,2 % жителей всей Канады, для которых она является родной страной). 93 % от всех жителей Форт-Сент-Джона в 2001 году говорили на родном английском языке.
В 2006 году численность населения Форт-Сент-Джона составляла уже 17 402 человека. На один квадратный километр тогда приходилось 765,4 человека. По расчётам на 2011 год, в городе проживает примерно двадцать две тысячи человек.

## Климат
В Форт-Сент-Джон континентальный климат. Зимы здесь холодные, а лето — тёплое. Ветер обычно дует с юго-запада со средней скоростью 13,7 км/ч. Город находится в часовом поясе UTC-7 круглый год, и зимние световые дни здесь короткие, а летние — длинные.
| Показатель                    | Янв.  | Фев.  | Март  | Апр.  | Май   | Июнь | Июль | Авг. | Сен.  | Окт. | Нояб. | Дек.  | Год   |
| ----------------------------- | ----- | ----- | ----- | ----- | ----- | ---- | ---- | ---- | ----- | ---- | ----- | ----- | ----- |
| Абсолютный максимум, °C       | 12,9  | 12,8  | 18,0  | 27,9  | 31,8  | 31,7 | 33,5 | 33,6 | 30,0  | 25,8 | 18,3  | 11,4  | 33,6  |
| Средний суточный максимум, °C | −8,7  | −5,1  | 0,1   | 9,1   | 15,5  | 19,6 | 21,7 | 20,5 | 15,2  | 7,7  | −2,9  | −7,4  | 7,1   |
| Средняя температура, °C       | −12,8 | −9,6  | −4,6  | 3,9   | 9,8   | 14,1 | 16,2 | 14,9 | 10,1  | 3,6  | −6,6  | −11,4 | 2,3   |
| Средний суточный минимум, °C  | −16,9 | −14   | −9,2  | −1,3  | 4,0   | 8,6  | 10,7 | 9,2  | 4,9   | −0,6 | −10,2 | −15,3 | −2,5  |
| Абсолютный минимум, °C        | −47,2 | −42,2 | −36,7 | −28,9 | −13,1 | −0,6 | 0,7  | −2,9 | −12,8 | −25  | −39,2 | −44,6 | −47,2 |
| Норма осадков, мм             | 25,4  | 19,0  | 23,7  | 20,0  | 37,9  | 65,6 | 75,2 | 51,2 | 44,7  | 30,8 | 29,2  | 22,0  | 444,7 |
| Источник:                     |       |       |       |       |       |      |      |      |       |      |       |       |       |

## Галерея

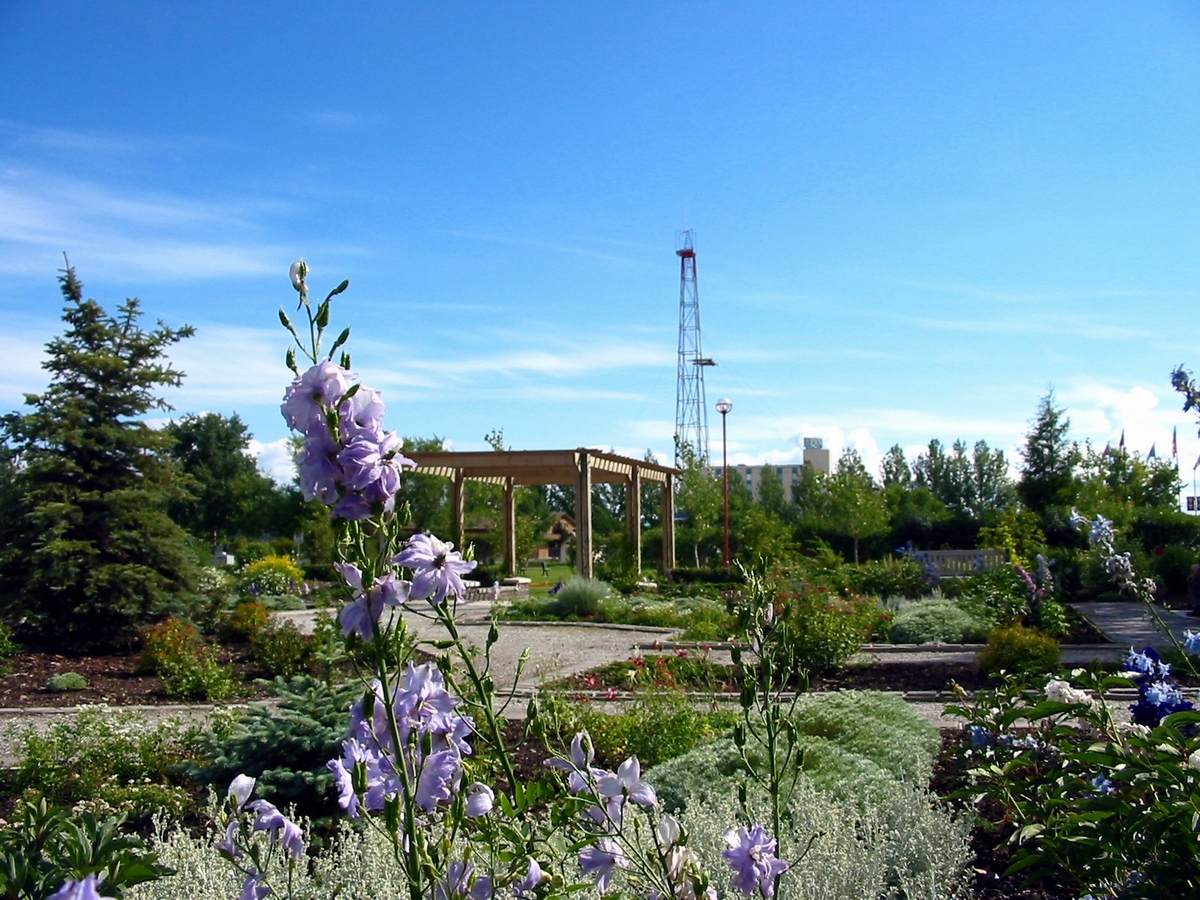
Парк в Форт-Сент-Джоне
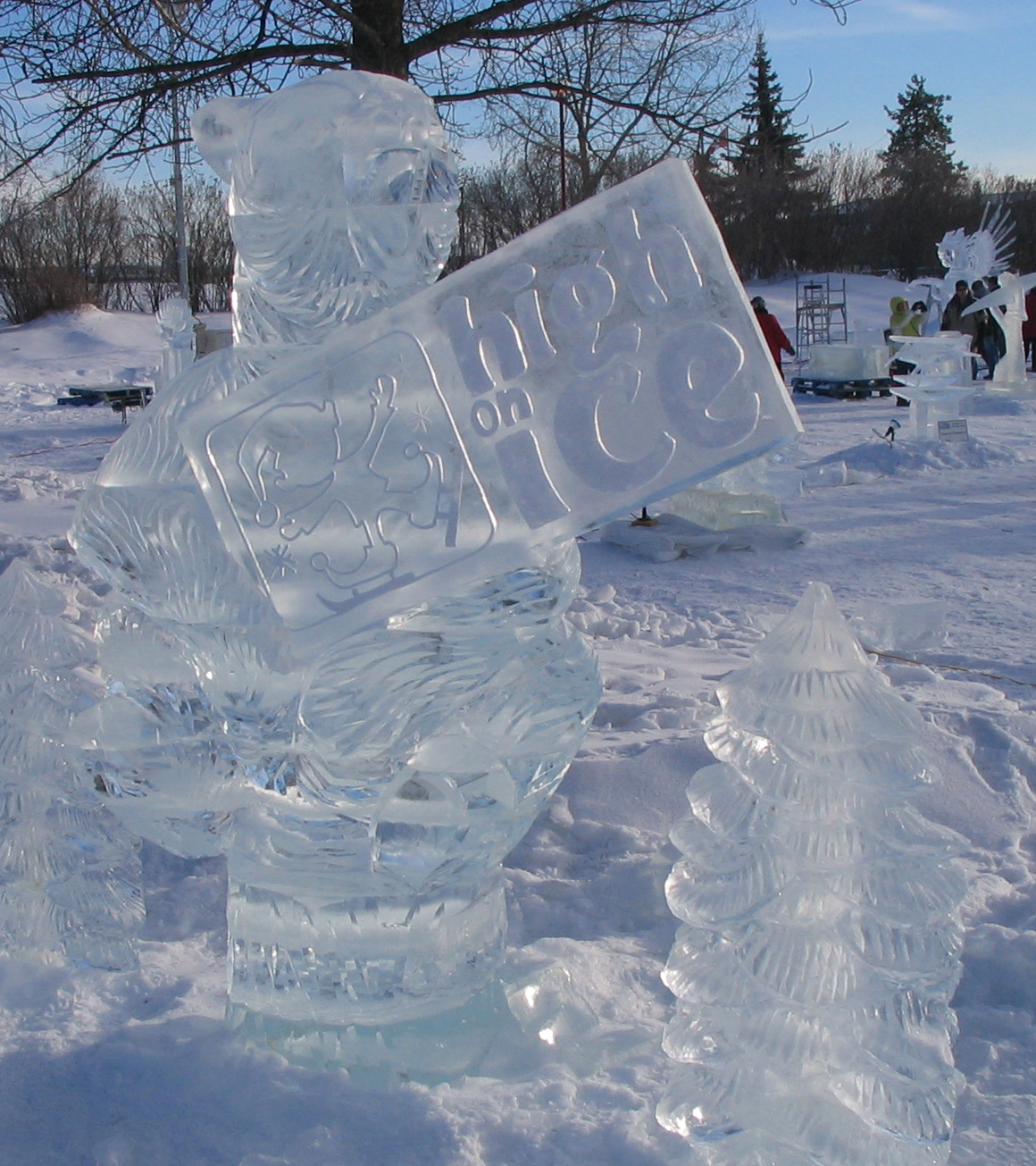
Ледяные скульптуры в 2007 году
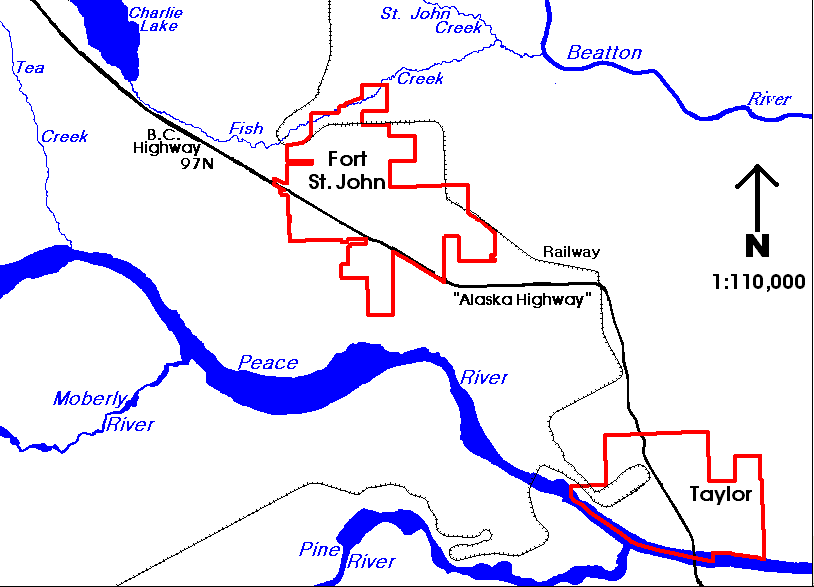
Ручьи, реки и трассы вокруг города
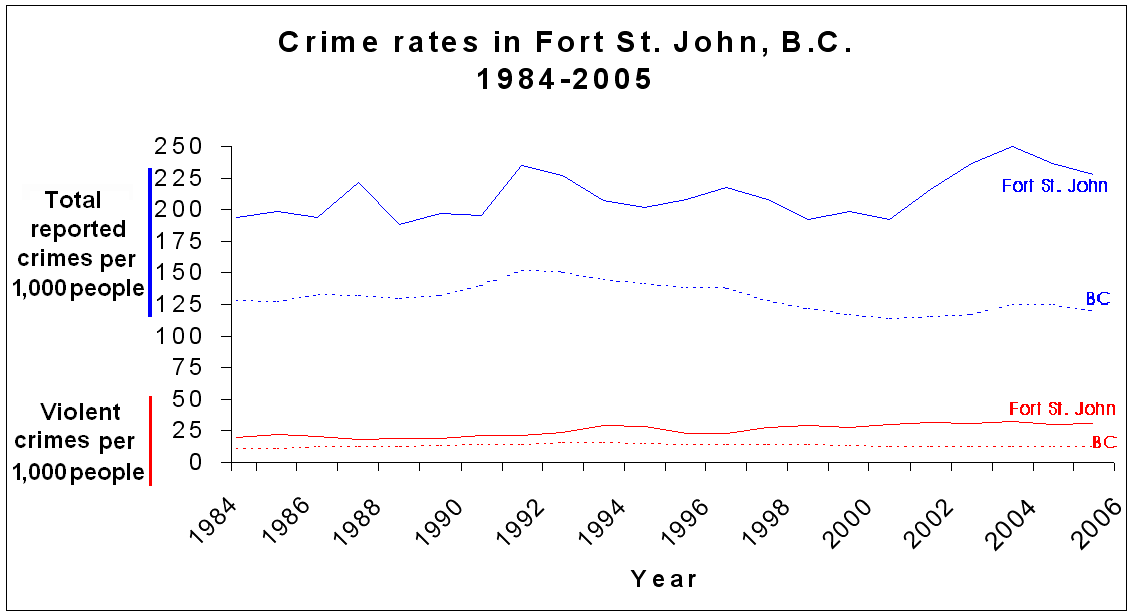
Уровень преступности 1984—2005